# Pietro Savorgnan di Brazzà
Pietro Paolo Savorgnan di Brazzà (Castel Gandolfo, 26 gennaio 1852 – Dakar, 14 settembre 1905) è stato un esploratore italiano naturalizzato francese.
Brazzà è famoso per le sue esplorazioni in Africa, in particolare nel bacino del fiume Congo.
Nel 1875, all'età di 23 anni, si unì a una spedizione scientifica francese in Africa. Con l'appoggio della Société de Géographie di Parigi, aprì alla Francia l'ingresso lungo la riva destra del fiume Congo, consentendo così lo stabilimento delle colonie francesi nell'Africa centrale. Sotto il dominio coloniale francese, la capitale dell'Africa Equatoriale Francese in suo onore venne chiamata "Brazzaville", nome mantenuto poi dai governi post-coloniali.
Nel corso delle sue esplorazioni, Brazzà sviluppò rapporti amichevoli con le popolazioni locali e fu noto per il suo approccio pacifico e rispettoso nei confronti delle culture africane. Una delle sue più importanti imprese fu l'esplorazione del fiume Congo, che condusse a una rivalità con Henry Morton Stanley, un esploratore britannico. Brazzà sostenne di avere acquisito il consenso delle popolazioni locali per la presenza francese nella regione, mentre Stanley utilizzò metodi più coercitivi. La rivalità tra Brazzà e Stanley rifletteva anche le tensioni politiche tra Francia e Belgio per il controllo della regione.
Le sue esplorazioni ebbero un impatto significativo sulla storia coloniale dell'Africa centrale. Nel 1880, Brazzà firmò trattati con diverse popolazioni locali che permisero alla Francia di stabilire una presenza nella regione. La colonia francese del Congo, che fu successivamente incorporata nell'Africa equatoriale francese, prese il nome da Brazzà.
Nonostante le sue imprese di esplorazione, Brazzà si scontrò con le autorità francesi a causa delle sue posizioni umanitarie e anti-schiaviste. Dopo un periodo di esilio, Brazzà tornò in Africa nel 1905, ma morì poco dopo a Dakar, in Senegal.
Il suo lavoro ha lasciato un'impronta duratura nella storia dell'esplorazione africana e la sua figura è stata commemorata attraverso vari monumenti e riconoscimenti in Italia, in Francia e nella Repubblica del Congo.

## Biografia
Era il decimo di tredici figli del conte Ascanio Savorgnan di Brazzà, nobile friulano con estesi contatti in Francia, e di Giacinta Simonetti dei marchesi di Gavignano.
Cresciuto nella Roma pontificia, Pietro si trasferì all'età di quindici anni in Francia per studiare in un collegio gesuita, il Lycée privé Sainte-Geneviève di Parigi, sotto la tutela dell'ammiraglio Louis de Montaignac, che lo conobbe durante un suo viaggio a Roma per rendere omaggio a papa Pio IX. In seguito proseguì gli studi e intraprese la carriera militare in Marina, presso la scuola militare di Brest, dove si diplomò nel 1870.
Dopo aver assunto anche la cittadinanza francese nel 1874, condusse e portò a termine tre spedizioni in Africa equatoriale negli anni 1875, 1880 e 1887. Nel corso della sua seconda spedizione, risalente al 1880, esplorò il fiume Congo.
Nel 1888 fu iniziato in massoneria nella Loggia "Alsace-Lorena" a Parigi. Tuttavia nel 1904 si dimise dalla massoneria per le responsabilità che questa aveva nella gestione della colonia dell'Africa Equatoriale Francese.

### Governatore del Congo
Grazie ad accordi con diversi capi del Basso Congo (in particolare con il re Makoko dei Bateke), Savorgnan di Brazzà assicurò alla Francia il possesso di un vasto territorio nelle attuali Repubblica del Congo e Gabon. A seguito di ciò venne prima nominato commissario generale per l'Africa Equatoriale Francese, poi governatore del Congo. Le sue attività di esplorazione e conquista furono contemporanee a quelle di Henry Morton Stanley, che lavorava nella stessa regione per Leopoldo II del Belgio. La sua attività pose le basi per la futura colonia dell'Africa Equatoriale Francese.
Pietro Savorgnan di Brazzà è passato alla storia come un personaggio singolare dell'età coloniale. Già conosciuto per essere lontanissimo da Stanley e dagli altri esploratori bianchi dell'epoca per i suoi metodi non violenti e per la sua repulsione verso lo sfruttamento coloniale, divenne protagonista di un periodo difficile per l'imperialismo francese fino a rivelarsi personaggio scomodo per la politica coloniale del governo transalpino, che lo emarginò.
Destituito improvvisamente da Governatore nel 1898, mentre si trovava su una nave diretto in Francia, si trasferì sdegnato ad Algeri, dove si sposò ed ebbe tre figli.
Uscì dal silenzio solo nel 1901 quando, dopo aver letto un libro encomiastico del governo sulla politica francese in Africa, tentò di pubblicare una contro-relazione e di denunciare gli errori e gli orrori del colonialismo europeo. Il suo dossier venne però insabbiato.
Nel 1903 arrivarono in Francia numerosissime voci di abusi, stragi e orrori che fecero scalpore e conquistarono i titoli dei giornali. Il Governo si trovò in difficoltà e Parigi, per calmare l'opinione pubblica, decise di richiamare Pietro Savorgnan di Brazzà, per affidargli un'inchiesta sul campo. L'esploratore accettò l'incarico, anche se sapeva bene che Parigi e i funzionari coloniali in realtà remavano contro di lui.
Durante un ballo tribale organizzato in suo onore, uno stregone dei Tekè gli fece capire, a gesti, mentre danzava, che le prigioni teatro dell'abominio erano al nord. Savorgnan di Brazzà in pochi mesi realizzò una relazione scottante, nella quale denunciava in particolare il rapimento di ostaggi indigeni e la riduzione in schiavitù al fine di garantire la consegna di caucciù, terminata la quale s'imbarcò per la Francia.
Il celebre esploratore però non raggiunse Parigi: morì infatti a Dakar, a soli 53 anni, il 14 settembre 1905, durante il viaggio di ritorno, forse a causa di qualche malattia tropicale, o forse avvelenato. Alla morte il Governo proclamò di volerlo seppellire al Pantheon, ma la moglie rifiutò l'onore ipocrita e Brazzà venne sepolto ad Algeri. Sulla sua lapide venne scritto «La sua memoria è pura di sangue umano». Nel febbraio del 1906 l'Assemblea nazionale francese votò la soppressione della relazione di Brazzà.

## Brazzaville
Dopo la spedizione del 1875, e sotto l'impulso del ministro dell'istruzione pubblica Jules Ferry, il governo francese autorizzò a Brazzà una seconda missione, tra il 1879 e il 1882, in collaborazione con Antoine Mizon, per contrastare gli interessi coloniali belgi sul continente africano. Finanziata dalla Société Française de Géographie come anche da parte dei ministeri della marina, degli affari esteri e dell'istruzione pubblica, la seconda missione fu nettamente più fruttuosa.
Partito il 27 dicembre 1879, di Brazzà raggiunse il fiume Congo nel 1880. Propose al re Makoko di Mbe dei Bateke di porre il suo regno sotto la protezione della Francia. Makoko, spinto da interessi commerciali e dalla possibilità di indebolire i suoi rivali, firmò il trattato, permettendo anche un insediamento francese a Nkuna sul fiume Congo, che verrà chiamato più tardi Brazzaville. Tentando di raggiungere l'oceano da Franceville, di Brazzà scopre casualmente il fine principale delle sue ricerche: le sorgenti dell'Ogooué.
Di ritorno in Francia, di Brazzà pubblicizzò le sue scoperte grazie a un buon numero di riunioni pubbliche e stampa. Il 30 novembre 1882 fu promulgata la legge che ratificava il trattato d'amicizia, firmato dal re Makoko di Mbe e da Pietro Savorgnan di Brazzà. Le regioni scoperte furono di fatto poste sotto il protettorato francese. Un mese più tardi vennero approvati i fondi per una nuova spedizione.
Nel novembre 1885, di Brazzà fu nominato governatore del Congo francese. Alcuni giornalisti parlarono dei salari rispettabili e delle condizioni umane, che contrastavano con lo spietato regime personale di Leopoldo II sull'altra riva del Congo. Ma il suo successo gli procurò anche inimicizie e fu sottoposto a un'intensa campagna denigratoria.

## Dediche e riconoscimenti
Nella stessa città di Brazzaville gli furono dedicate l'università, la via principale e un liceo. Il 6 dicembre 2005 fu posata la prima pietra del mausoleo destinato a ospitare le sue spoglie nella capitale del Congo. Il 3 ottobre 2006 Francia e Congo hanno tributato un solenne omaggio all'esploratore, in una cerimonia a cui hanno partecipato re, tribù e capi di Stato, e durante la quale le spoglie di Pietro Savorgnan di Brazzà, traslate da Algeri, sono state deposte nel mausoleo di Brazzaville a lui dedicato. Il 6 ottobre 2014 Corrado Pirzio Biroli, figlio di Detalmo Pirzio Biroli, discendente di Pietro Savorgnan di Brazzà, è stato ricevuto dal capo di Stato Denis Sassou Nguesso a Brazzaville per siglare il gemellaggio culturale con il Museo Storico Pietro di Brazzà Savorgnan, volto a tenere vivo lo scambio culturale tra Congo e Friuli.

### Omaggi
Nel 2007 era stato dato il nome di Pierre Savorgnan di Brazzà all'Aeroporto di Trieste-Ronchi dei Legionari, ma nel 2016, per una scelta di brevità, l'aeroporto è ritornato al suo nome originario, "aeroporto di Trieste".
Dal 2011 esiste un museo a lui dedicato a Moruzzo, in provincia di Udine, il Museo Storico Pietro di Brazzà Savorgnan.
A Lignano Sabbiadoro è dedicato a suo nome un istituto tecnico superiore di turismo, l'ITT P. Savorgnan Di Brazzà

## Cinema
Nel 2009 esce il film-documentario La debole corrente di Nicole Leghissa che racconta la vita di Brazzà e delle vicissitudini legate al trasferimento della salma al mausoleo a lui dedicato a Brazzaville.

## Curiosità
Il baule-letto e il baule-scrivania che accompagnavano l'esploratore nei suoi viaggi furono realizzati da Louis Vuitton su disegno dello stesso Brazzà.